# Regīna Ezera
Regīna Ezera (* 20. Dezember 1930 in Riga; † 11. Juni 2002 bei Ķegums) war eine lettische Schriftstellerin.

## Biographie
Ezera (weibliche Form von ezers = der See) ist ein Künstlername. Ihr Geburtsname lautet Regīna Šamreto, sie wurde als Tochter eines Zimmermanns und einer Hausfrau geboren. Ihr Vater war von gemischter deutsch-polnischer (vielleicht aber auch italienischer) Herkunft, ihre Mutter war eine Halbpolin/Halblettgallin. Regīnas Familie kam mütterlicherseits aus Latgale; zu Hause wurde ein polnischer Dialekt gesprochen, so dass sie bis zum 6. Lebensjahr die Lettische Sprache nicht verstand und erst in der Schule erlernte. Während des Zweiten Weltkriegs verbrachte die Familie längere Zeit bei Verwandten auf dem Land, diese Aufenthalte empfand Regīna Ezera im späteren Rückblick als prägend für ihre Entwicklung. 1944 wurde sie gemeinsam mit ihren Eltern in ein Flüchtlingslager nach Aken in Deutschland deportiert und kehrte 1945 nach Riga zurück. 1950 beendete sie die Mittelschule und studierte Journalistik in Riga.
Regīna Šamreto hieß nach der Heirat 1951 mit dem früheren Legionär Jēkabs Lasenbergs zwischenzeitlich Lasenberga, nach der Heirat mit dem Schriftsteller und Übersetzer Česlavs Kindzulis 1958 Kindzule. Beide Ehen scheiterten, sie zog ihre drei Töchter (* 1951, 1955, 1957) weitgehend alleine groß. 
Zunächst arbeitete sie für Zeitschriften. Später widmete sie sich ganz ihrer literarischen Arbeit. Ihre Erzählungen zeichnen sich durch psychologische Intensität aus. Formale Besonderheiten wie Passagen in der zweiten Person sind typisch. Tiere treten häufig als Protagonisten auf. Auch theoretische Arbeiten und Rezensionen der Werke anderer Autoren hat sie veröffentlicht.
Regīna Ezera war politisch aktiv. In den 1960er Jahren war sie Mitglied des Rigaer Deputiertenrats (Rīgas Deputātu padome), 1976–1978 saß sie im örtlichen Komitee der Kommunistischen Partei der Sowjetunion. In den späten 1970er und 1980er Jahren vertrat Ezera die Lettische SSR im sowjetischen Schriftstellerverband.
Wie viele anderen Kulturschaffende engagierte sich Ezera 1988–1989 in der Unabhängigkeitsbewegung ihres Landes, die jedoch auch Umwälzungen im Literaturbetrieb nach sich zogen. Regīna Ezera lebte zuletzt in wirtschaftlich schwierigen Verhältnissen, von Gesundheitsproblemen und Depressionen beeinträchtigt, auf dem Hof Brieži, Tomes pagasts nahe Ķegums. Sie starb 2002 und wurde in Tome beerdigt. Auf ihrem Hof gibt es zu ihren Ehren einen Gedenkraum.
Regīna Ezeras jüngste Tochter Aija Amoliņa aus ihrer zweiten Ehe ist unter dem Pseudonym Aija Vālodze ebenfalls als Schriftstellerin hervorgetreten.

## Auszeichnungen
Nach zahlreichen Ehrungen während der Zeit der Lettischen SSR verlieh ihr die unabhängige Republik Lettland 1995 den Drei-Sterne-Orden.

## Romane und Erzählungen (Auszug)
Ihre erste Erzählung wurde 1955 veröffentlicht. Ihr Werk umfasst eine große Anzahl Erzählungen und Romane, darunter die folgenden in deutscher Übersetzung:
- 1975 Sehnsucht nach Schnee. Erzählungen. Übersetzt von Welta Ehlert. Verlag Volk und Welt, Berlin. Übernommen aus den Bänden Grieze, trakais putns [Verrückter Vogel Wachtelkönig] (1970), Pavasara pērkons [Frühlingssturm] (1973), Stāsti [Erzählungen] (1973), alle im Verlag Liesma, Riga.
- 1982 Der Mann mit der Hundenase. Erzählungen. Übersetzt von Welta Ehlert. Verlag Volk und Welt, Berlin. Übernommen aus Cilvēkam vajag suni [Menschen brauchen Hunde] (1975) und Slazds [Falle] (1979), beide Verlag Liesma, Riga.
- 1986 Der Brunnen (Roman), Aufbau Verlag, übersetzt von Welta Ehlert, Originaltitel Aka [Brunnen] 1972 Verlag Liesma, Riga.
- 1987 Die Schaukel und andere Erzählungen (Verlag Harro von Hirschheydt, übersetzt von Jakob Bernstein) übernommen aus den Bänden Cilvēkam vajag suni [Menschen brauchen Hunde] (1975) und Baraviku laika dullums [Verrücktheit zur Steinpilz-Zeit] (1978), beide Verlag Liesma, Riga.
- 1991 Gespräch mit dem Wolf (Saruna ar vilku). Erzählung in dem Sammelband Über Literaturen in der Sowjetunion, herausgegeben von der Heinrich-Böll-Stiftung anlässlich der Tagung Deutsch-sowjetisches Schriftsteller- und Schriftstellerinnentreffen im Heinrich-Böll-Haus Langenbroich, 5. - 8. Juni 1991, an der Regīna Ezera teilnahm. Ins Deutsche übertragen auf dem Umweg über das Russische.

## Verfilmungen
- Der Roman Aka (Der Brunnen) wurde 1976 von Gunārs Cilinskis unter dem Titel Ezera sonāte (Seesonate, dt. Verleihtitel Die Sonate vom See) verfilmt.
- Nach dem Roman Pūķa ola (Das Drachen-Ei, Verlag Preses nams, Riga 1995) drehte Tālivaldis Margevičs 1996 einen Fernsehfilm, in dem Regīna Ezera in der Rolle der Autorin zu sehen ist.[2]